# 森薰
森薰（日语：森 薫，1978年9月18日—），是日本女性漫畫家。東京都出身。

## 人物
曾用「縣文緒」、「杉良子」名義參與同人誌活動，及至2001年底在《Comic Beam》雜誌（Enterbrain）出道，陸續畫了以維多利亞時代女傭為主角之作品。
代表作《艾瑪》獲得2005年第9屆日本新媒體動漫藝術節漫畫優秀獎。其《姊嫁物語》亦奪下2012年第39屆安古蘭國際漫畫節跨世代獎，以及漫畫大獎2014。
分別於2006年8月13日、2012年12月5日應邀來台灣舉行簽名會：前者地點為2006年（第7屆）漫畫博覽會，後者地點為太平洋崇光百貨臺北忠孝館13樓。

## 作品列表
- 雪莉（不定期刊載，同人誌：1999年～2001年、單行本：2003年～）
- 艾瑪（全十冊，2002年～2008年）
- Emma Victorian Guide 艾瑪 維多利亞導讀本（全一冊，2003年）
- 姊嫁物語（乙嫁語り，連載中，2008年～）
- 森薰拾遺集（森薫拾遺集，全一冊，2012年）

### 短篇
- （『コミックビーム』2004年9月號附屬小冊子） - 原作：福島聰、作画：森薰。福島聰的單行本《虎鵜之城》（鵺の砦）中收錄。
- シャーリー・メディスン（『コミックビームFellows!』Vol.2、『Fellows!』volume10B・11B、『ハルタ』volume2・3・14・17）
- カバー・ストーリー（『Fellows!』volume4）
- [3]（『Fellows!総集編 乙嫁語り&乱と灰色の世界』）
- モードリン・ベイカー（『Fellows!』volume5附屬小冊子） - アンソロジーコミック『Awesome Fellows!』中收錄。
- （『Swimsuits Fellows! 2009』）
- （『Fellows!』volume8附屬小冊子） - アンソロジーコミック『Awesome Fellows!』中收錄。
- ブカちゃん（『Costume Fellows! 2011』）
- （『Fellows!』volume16D）
- （バロウ・ジェントルマンズ・クラブ）（『Fellows!』volume17付属小冊子）
- ガゼル（『Fellows!』volume24附屬小冊子） - 單行本未收錄。
- エンターブレイン刊fellows!改め『Harta』創刊のお知らせ[4]（『ゲッサン』2013年3月号） - 單行本未收錄。
- お茶のおけいこ（『U12 こどもフェローズ』） - 單行本未收錄。

### 書籍

#### 漫畫單行本
- 《艾瑪》（エマ）、Enterbrain 〈ビームコミックス〉 2002年 - 2008年、全10卷 台灣角川出版
- 《雪莉》（シャーリー）、Enterbrain 〈ビームコミックス〉 2003年 - 、共2卷 台灣角川出版
  - 出道前的同人作品收錄。同人誌時期：1999年～2001年（第1卷）
- 《姐嫁物語》（乙嫁語り）、發行：Enterbrain / 發售：角川グループパブリッシング 〈ビームコミックス〉 2009年 - 刊行中、共8卷 台灣角川出版
- 《森薫拾遺集》、發行：Enterbrain / 發售：角川グループパブリッシング 〈ビームコミックス〉 2012年2月27日初版發行（2月15日發售）、短編集 ISBN 978-4-04-727824-0

#### 小說原作・插畫
- 『小說艾瑪』、Enterbrain 〈Fami通文庫〉 2005年、全2卷 - 著：久美沙織

#### 相關書籍
- 《Emma Victorian Guide 艾瑪 維多利亞導讀本》（エマ ヴィクトリアンガイド）、Enterbrain 〈ビームコミックス〉 2003年、全1卷 - 著：森薫・村上リコ
- 『エマ アニメーションガイド』、Enterbrain 〈ビームコミックス〉 2005年 - 2006年、全3卷 - 著：森薫・村上リコ、監修：小林常夫

## 延伸閱讀
- [] （日語）

## 外部連結
- [] （日語）
- [] （日語）